# François Muret de Pagnac
François Muret de Pagnac, né à Limoges le 10 août 1826, et mort le 23 juillet 1889, est un officier de marine français. 

## Biographie

### Origines
François Muret de Pagnac est le fils de Auguste Muret de Pagnac, cofondateur en 1893 du Syndicat de la race bovine limousine, et de Sophie de Léobardy.
Il est issu d'une ancienne famille bourgeoise de Limoges qui a donné plusieurs consuls à la ville. 
Pagnac est le nom d'un domaine situé Verneuil-sur-Vienne qui a été apporté dans la famille par le mariage le 20 mai 1648 de Maurelie Blanchon, fille de Pierre Blanchon, sieur de Pagnac, auditeur en la chambre des comptes de Montpellier, avec Jean Murret, fils de Martial Muret, consul de Limoges, négociant qui s'est enrichi en spéculant sur les grains des dîmes lors des famines du début du XVIIe siècle, et de Léonarde Nantiat.

### Carrière dans la Marine
François Muret de Pagnac entre à l'École navale en 1842 et en sort aspirant le 16 août 1844.
Enseigne de vaisseau (1er octobre 1848), il est promu lieutenant de vaisseau le 7 juin 1855 et est nommé capitaine de frégate le 14 août 1866. Le 27 avril 1875, il devient capitaine de vaisseau. 
Il commande le cuirassé Duguay-Trouin en 1884 et participe aux combats de la rivière Min (bataille de Fuzhou). Il est élevé au grade de contre-amiral le 4 novembre 1884.
Le 1er janvier 1886, il est désigné Major général du deuxième arrondissement maritime à Brest auprès du Vice-amiral Joseph-Marie Duburquois, Préfet maritime.

## Récompenses et distinctions
- Chevalier dans l'Ordre national de la Légion d'honneur (12 août 1857)
- Officier (11 août 1869)
- Commandeur  (24 décembre 1886).